# Hitman: Contracts
A Hitman: Contracts egy számítógépes akciójáték, a Hitman-sorozat harmadik része. Fejlesztője a dán IO Interactive, kiadója pedig az Eidos. A játék 2004-ben jelent meg. Úgy vélik, hogy a sötét és nyomasztó hangja miatt ez a rész a sorozat legsötétebb és legerőszakosabb játéka.

## Játékmenet
A Hitman 3 küldetés-alapú játék. Minden egyes pályán a főhős, a 47-es ügynök névre hallgató bérgyilkos megkapja a feladatokat, melyeket teljesítenie kell. Legtöbbször egy-egy célszemélyt kell likvidálni. A végrehajtás módját a játékos döntheti el. Akár lopakodva, észrevétlenül, vagy éppen sűrű fegyverhasználattal, vérfürdőt rendezve.
A 47-es ügynök továbbra is képes, hogy a likvidált személyek öltözékét magára öltse, ezáltal bejutást nyerjen olyan helyekre, ahová egyébként nem tudna. A jól ismert gyanúmérő kijelző is megmaradt ebben az epizódban is.
Minden küldetés végén a játékos láthatja teljesítményét. A felesleges öldöklést és az ártatlanok megölését negatív pontokkal, míg az észrevétlenebb megoldásokért bónuszokat ad.
A Hitman világához megfelelő zene is dukál: a Jesper Kyd által készített muzsika egyfajta hangulatot ad a játéknak, csakúgy, mint a hanghatások. Változik a dallam az akciónál, ha észrevesznek, vagy ha bujkálunk.

## Történet
A játék kezdetekor egy TV-n keresztül láthatjuk egy pisztoly működési elvét, majd az elsülése után megjelenik 47-es egy lőtt sebbel az oldalán. A sötét folyosón át betántorog a szobájába majd összeesik és elkezdenek leperegni előtte az korábbi gyilkosságok fordított időrendben, kezdve az első rész befejezésével vagyis Dr. Ort-Meyer meggyilkolásával. A történetben többek közt az eredeti játék küldetéseit játszhatjuk újra. A grafikákat, térképeket és mesterséges intelligenciát javították és módosították. Érdekesség, hogy a visszaemlékezett küldetések elején majdnem mindig esik az eső. A játékban eljuthatunk Romániába, Kamcsatkába, az Egyesült Királyságba, Rotterdamba, Budapestre, Hongkongba, és végül Párizsba is.
Míg 47-es szenved váratlanul megérkezik egy az Ügynökség által küldött orvos aki kezelésbe veszi a "pácienst, majd elmenekül mikor észreveszi a GIGN tiszteket a szálloda körül (A GIGN a National Gendarmerie Intervention Group rövidítése és az országos francia csendőrséget takarja). A játék végére emberünk visszanyeri emlékezetét. Később kiderül, hogy felbérelték, Richard Delahunt egy híres tenor megölésére az operaházban (ez az esemény, később a Hitman: Blood Money fejezetben látható). 47-est még Albert Fournier felügyelő megölésére is megbízták aki Delahunt barátja. Ez a rendőr elküld egy csapatot 47-es elfogására miután felfedezték búvóhelyét.
47-es felméri a helyzetet és végez a felügyelővel majd sikeresen elmenekül a helyszínről. Repülőre szállva elhagyja az országot. Diana az Ügynökség összekötője is helyet foglal, de nem láthatjuk, mert 47-es mögött ül. A nő tájékoztatja, hogy elvesztette kapcsolatait az FBI-nál és a CIA-nál is. Az Ügynökségre nyomást gyakorolnak mert el akarják kapni 47-est. Diana szerint valami nagy dolog készül a legfelső körökben...

## Fogadtatás
Ezt a rész összességében nem fogadták olyan pozitívan mint a sorozat előző részeit amik a játékmenet nagyobb nehézségére koncentrálnak, míg ez a rész az eredeti játék küldetéseit dolgozta át.

## Kapcsolódó témák
1. Hitman (a játék alapleírása)
2. Hitman: Codename 47
3. Hitman 2: Silent Assassin
4. Hitman: Blood Money
5. Hitman: Absolution

- 2007-ben a játék alapján készült film a Hitman – A bérgyilkos címet viseli.